# Гаскет (Каліфорнія)
Гаскет (англ. Gasquet) — переписна місцевість (CDP) в США, в окрузі Дель-Норте штату Каліфорнія. Населення — 657 осіб (2020).

## Географія
Гаскет розташований за координатами 41°50′10″ пн. ш. 123°58′34″ зх. д. / 41.83611° пн. ш. 123.97611° зх. д. (41.836075, -123.976031).  За даними Бюро перепису населення США в 2010 році переписна місцевість мала площу 12,49 км², з яких 12,32 км² — суходіл та 0,17 км² — водойми.

### Клімат
| Клімат : Гаскет              | Клімат : Гаскет | Клімат : Гаскет | Клімат : Гаскет | Клімат : Гаскет | Клімат : Гаскет | Клімат : Гаскет | Клімат : Гаскет | Клімат : Гаскет | Клімат : Гаскет | Клімат : Гаскет | Клімат : Гаскет | Клімат : Гаскет | Клімат : Гаскет |
| Показник                     | Січ.            | Лют.            | Бер.            | Квіт.           | Трав.           | Черв.           | Лип.            | Серп.           | Вер.            | Жовт.           | Лист.           | Груд.           | Рік             |
| Абсолютний максимум, °C      | 23,9            | 25,6            | 24,4            | 32,2            | 33,3            | 33,9            | 28,3            | 32,8            | 33,9            | 33,9            | 26,1            | 26,7            | 33,9            |
| Середній максимум, °C        | 12,2            | 12,8            | 13,3            | 14,4            | 16,1            | 17,2            | 18,3            | 18,9            | 18,3            | 16,7            | 13,9            | 12,2            | 15,4            |
| Середній мінімум, °C         | 4,4             | 4,4             | 5,0             | 5,6             | 7,2             | 8,9             | 10,0            | 10,6            | 8,9             | 7,2             | 5,6             | 3,9             | 6,8             |
| Абсолютний мінімум, °C       | −5,6            | −4,4            | −2,2            | −1,1            | 0,0             | 2,8             | 4,4             | 5,0             | 2,2             | −1,7            | −3,9            | −7,2            | −7,2            |
| Норма опадів, мм             | 275             | 235             | 231             | 161             | 90              | 51              | 9               | 14              | 30              | 115             | 259             | 348             | 1818            |
| ---------------------------- | --------------- | --------------- | --------------- | --------------- | --------------- | --------------- | --------------- | --------------- | --------------- | --------------- | --------------- | --------------- | --------------- |
| Джерело: The Weather Channel |                 |                 |                 |                 |                 |                 |                 |                 |                 |                 |                 |                 |                 |

## Демографія
Згідно з переписом 2010 року, у переписній місцевості мешкала 661 особа в 319 домогосподарствах у складі 190 родин. Густота населення становила 53 особи/км².  Було 384 помешкання (31/км²).
Расовий склад населення:
| - 88,5 % — білих - 4,1 % — корінних американців - 0,3 % — чорних або афроамериканців - 0,2 % — вихідців з тихоокеанських островів - 0,2 % — азіатів - 2,3 % — осіб інших рас |

До двох чи більше рас належало 4,5 %. Частка іспаномовних становила 5,9 % від усіх жителів.
За віковим діапазоном населення розподілялося таким чином: 14,5 % — особи молодші 18 років, 64,3 % — особи у віці 18—64 років, 21,2 % — особи у віці 65 років та старші. Медіана віку мешканця становила 54,0 року. На 100 осіб жіночої статі у переписній місцевості припадало 103,4 чоловіків;  на 100 жінок у віці від 18 років та старших — 102,5 чоловіків також старших 18 років.
Середній дохід на одне домашнє господарство  становив 51 779 доларів США (медіана — 36 442), а середній дохід на одну сім'ю — 63 869 доларів (медіана — 64 306). За межею бідності перебувало 30,9 % осіб, у тому числі 55,7 % дітей у віці до 18 років та 17,8 % осіб у віці 65 років та старших.
Цивільне працевлаштоване населення становило 162 особи. Основні галузі зайнятості: освіта, охорона здоров'я та соціальна допомога — 46,3 %, публічна адміністрація — 19,8 %, мистецтво, розваги та відпочинок — 19,1 %.